# Leymus jenisseiensis
Leymus jenisseiensis là một loài thực vật có hoa trong họ Hòa thảo. Loài này được (Turcz.) Tzvelev mô tả khoa học đầu tiên năm 1973.